# Siège de Galle
Guerre néerlando-portugaise
Le siège du fort portugais Santa Cruz de Gale à Galle en 1640, a eu lieu pendant la Guerre néerlando-portugaise et la Guerre luso-singhalaise. Le fort de Galle commandait 282 villages, qui contenaient les terres de cannelle les plus fertiles du sud du Sri Lanka. C'était aussi une importante défense côtière stratégique du Ceylan portugais. Les Néerlandais, qui étaient dans une alliance avec le Royaume de Kandy, débarqua un corps expéditionnaire sous les ordres du commodore Willem Jacobszoon Coster d'Akersloot, dans la baie de Galle, le 8 mars 1640. Après avoir bombardé le fort durant quatre jours consécutifs, les troupes hollandaises ont pris d'assaut le fort et ont remporté une victoire le 13 mars 1640. La garnison portugaise, dirigée par le capitaine Lourenço Ferreira de Brito, a monté une résistance acharnée et des niveaux de pertes étonnamment élevés parmi les troupes hollandaises ont donné lieu au proverbe « Or à Malacca, plomb à Galle », « À Malacca beaucoup d'or, à Galle beaucoup de plomb » « In Malacca much gold, in Galle much lead ». Avec cette victoire, les Néerlandais ont eu accès à un grand port qu'ils ont ensuite utilisé comme port naval commode base pour attaquer Goa et d'autres défenses portugaises en Inde du Sud. Ils ont également eu accès au commerce de la cannelle du Sri Lanka et ont pris pied de manière permanente sur l'île.

## Contexte

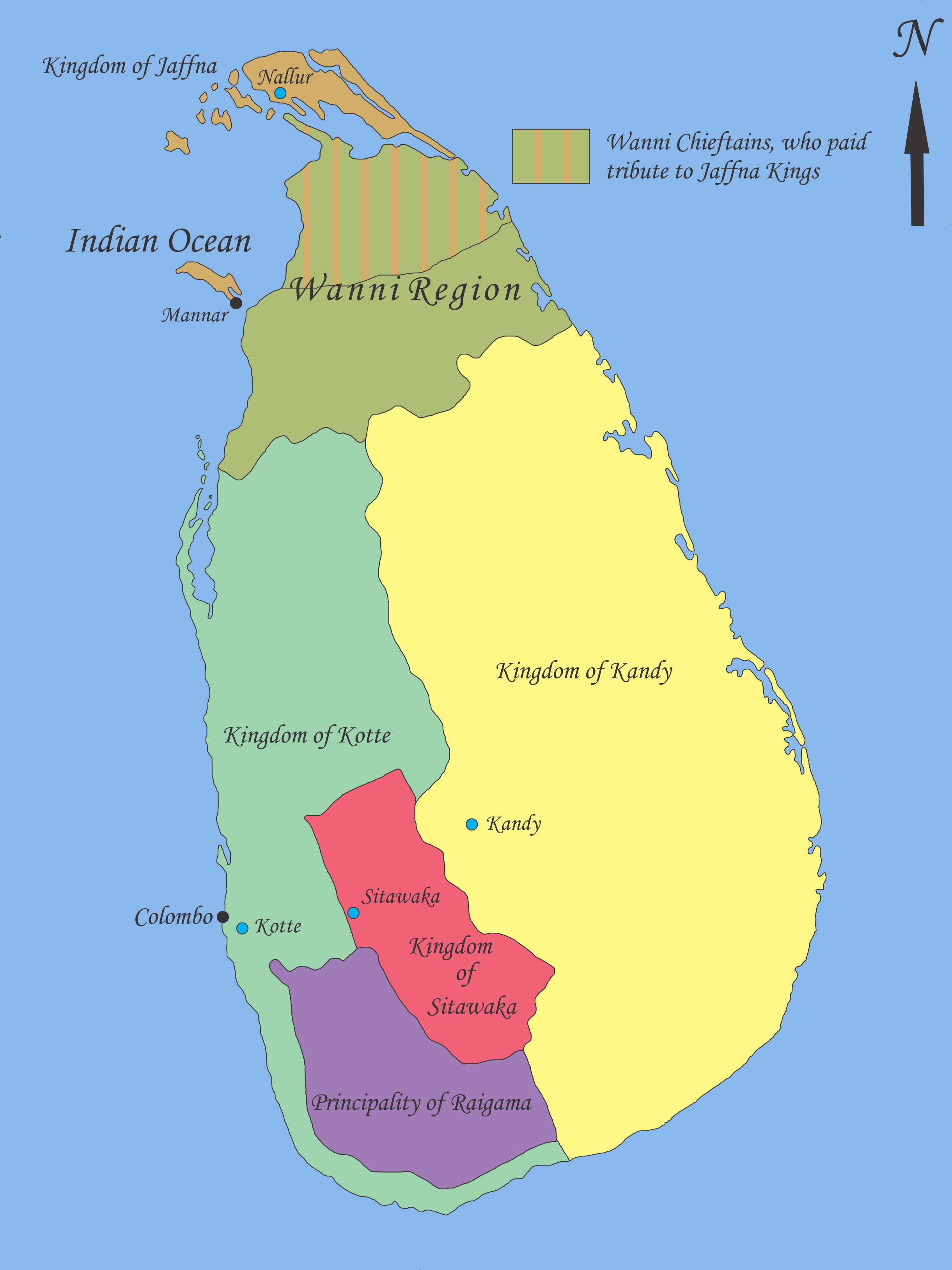
Carte politique du Sri Lanka peu après la spoliation de Vijayabahu en 1521. En 1538, Sitawaka annexa la Principauté de Raigama.

Les Portugais sont arrivés au Sri Lanka en 1505 et a établi des relations commerciales avec le Royaume de Kotte. Ils ont érigé une forteresse à Colombo et l'ont mise en garnison. En 1521, lors d'événements connus sous le nom de Wijayaba Kollaya, les trois fils du roi de Kotte Vijayabahu VII se sont mutinés et ont tué leur père. Ils se sont divisés le royaume entre eux, donnant naissance à trois royaumes mineurs : Kotte, Sitawaka, et Principauté de Raigama,. Les rivalités ultérieures entre ces royaumes ont donné aux Portugais l'occasion de s'impliquer dans la politique intérieure,. En 1557, le royaume de Kotte devint un état vassal du Portugal,. En 1591, le Royaume de Jaffna fut subjugué et en 1594, Sitawaka fut annexée au territoire portugais. En avril 1594, seul le Royaume de Kandy empêchait les Portugais d'achever leur conquête du Sri Lanka.
Les Portugais ont envahi le royaume de Kandy en 1594, 1602 et 1630, mais ils ont été vaincus à trois reprises par les Kandyens. Pendant ce temps, après 1602, des envoyés hollandais ont commencé à visiter Kandy et, en 1638, des négociations avaient lieu pour une alliance hollandaise-kandyenne. Une armée portugaise, dirigée par Diogo de Melo de Castro, envahit ensuite Kandy afin de la capturer avant qu'une alliance ne puisse avoir lieu. Cependant, l'armée portugaise fut anéantie le 28 mars 1638 lors d'une bataille de Gannoruwa. Pendant ce temps, la flotte hollandaise arrive au Sri Lanka le 2 avril 1638 et entre en contact avec les Kandyens. La priorité a été donnée à la capture des forts Batticaloa et Trincomalee. Ces forts étaient situés sur le territoire de Kandy et avaient été construits dix ans plus tôt par les Portugais en violation du traité de paix qui existait alors entre les Portugais et les Kandyens.

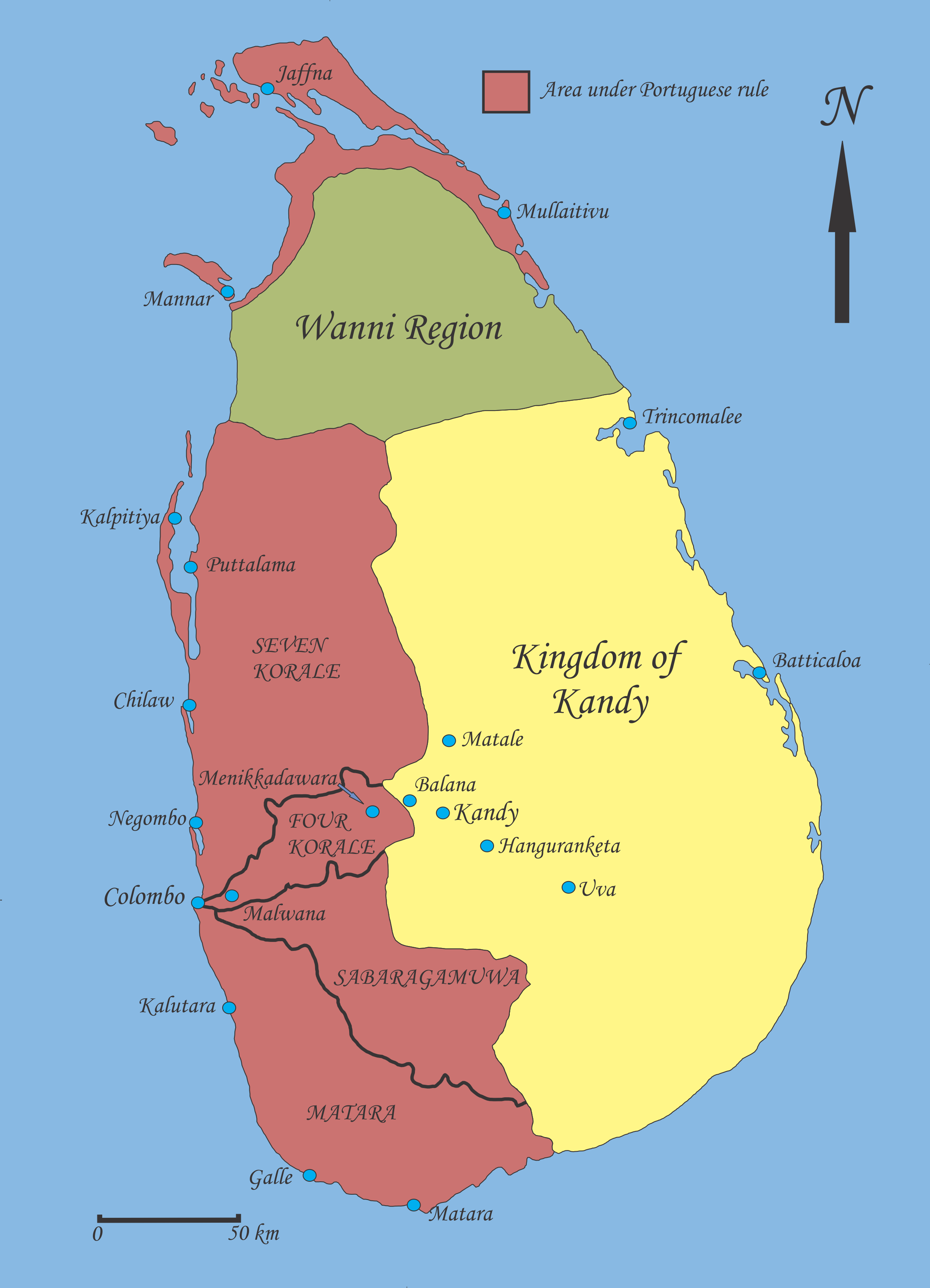
Carte politique de jure du Sri Lanka, début du XVIIe siècle

Le 18 mai, après avoir été assiégé pendant huit jours par une armée combinée hollandaise-kandyenne, le commandant portugais rendit le fort de Batticaloa. Cinq jours plus tard, le 23 mai 1638, un traité est signé établissant une alliance entre les Hollandais et les Kandyens. Le 2 mai 1639, après un siège qui a duré 40 jours, les Néerlandais ont capturé le fort de Trincomalee et le 9 février 1640, une armée combinée hollandaise-kandyenne a pris d'assaut et capturé le fort Negombo. Fin février, les préparatifs étaient en cours pour le siège de Galle.
Goa, le siège des territoires asiatiques du Portugal (Estado da Índia), était réapprovisionné chaque année depuis Lisbonne par les Armadas indiennes portugaises. Ces ressources ont ensuite été distribuées aux autres bastions portugais par le biais de nouveaux convois de ravitaillement et le Sri Lanka a reçu des fournitures et des renforts deux fois par an en mai et septembre. Cependant, chaque fois qu'un bastion portugais était menacé, des renforts étaient dépêchés à cet endroit sans tenir compte des procédures normales de ravitaillement.
En 1636, Antonio van Diemen est nommé gouverneur général de la Compagnie néerlandaise des Indes orientales. Sous sa direction, la stratégie navale néerlandaise a subi un changement important. À partir de 1636, van Diemen envoya chaque année une flotte pour bloquer Goa, profitant de cette occasion pour attaquer d'autres cortèges portugais car ils étaient privés d'aide. Il utilisa cette stratégie dans Sri Lanka et après la destruction de puissants galions portugais lors de la bataille de Mormugão le 30 septembre 1639, les Néerlandais purent détourner davantage de navires et d'hommes vers le Sri Lanka. Le 14 mars 1639, dans une déclaration, van Diemen déclara que le moment était venu de chasser les Portugais de leurs bastions et d'assurer la suprématie néerlandaise aux Indes.

## Les forces adverses et le fort de Galle

### Armée portugaise
Chaque année, une flotte en direction de l'est de Lisbonne à Goa amenait des volontaires, des condamnés et des hommes contraints au service par des balayages périodiques des rues, en tant que recrues. Après une courte période de formation de base, qui comprenait un défilé forage au sol et combats en formations, ils étaient répartis dans tout l'empire. Parfois, ces recrues brutes recevaient leur entraînement militaire officiel sur le champ de bataille lui-même.
La base était composée de soldats réguliers célibataires connus sous le nom de "soldados". Ils étaient organisés en compagnies de 30 à 35 hommes sous un capitaine avec une enseigne et un sergent comme sous-officiers. Ces habitués étaient appuyés par divers autres éléments combattants. Les casados étaient des anciens combattants à la retraite qui s'étaient mariés et se sont installés localement. Dans des situations particulières comme lors d'expéditions et de sièges, ils étaient rappelés pour le service actif. Les combattants indigènes qui ont servi sous les Portugais étaient connus sous le nom de Lascarins. Ils ont combattu sous leur chef provincial, un Dissawe, qui était invariablement un Portugais (en 1640, il y avait quatre provinces sous la domination portugaise : Seven Korale, Four Korale, Matara et Sabaragamuwa). Ils ont également embauché des soldats mercenaires du sud de l'Inde et ont employé des soldats africains pour augmenter encore leur nombre.
La principale arme à feu utilisée par les Portugais était l'arquebuse, tandis que les lances et les épées avec boucliers étaient utilisées comme armes de mêlée principales. Comparant l'arquebuse aux mousquets hollandais, l'auteur portugais Queiroz a écrit «... arquebuses, ne faites pas autant de dégâts que leurs mousquets, à cause de la plus grande expédition avec laquelle nos hommes les maniaient, ils compensaient les dégâts les plus importants de la mousqueterie. » Les troupes portugaises à Ceylan ne portaient aucune armure et certains soldats combattaient même pieds nus.

### Armée hollandaise

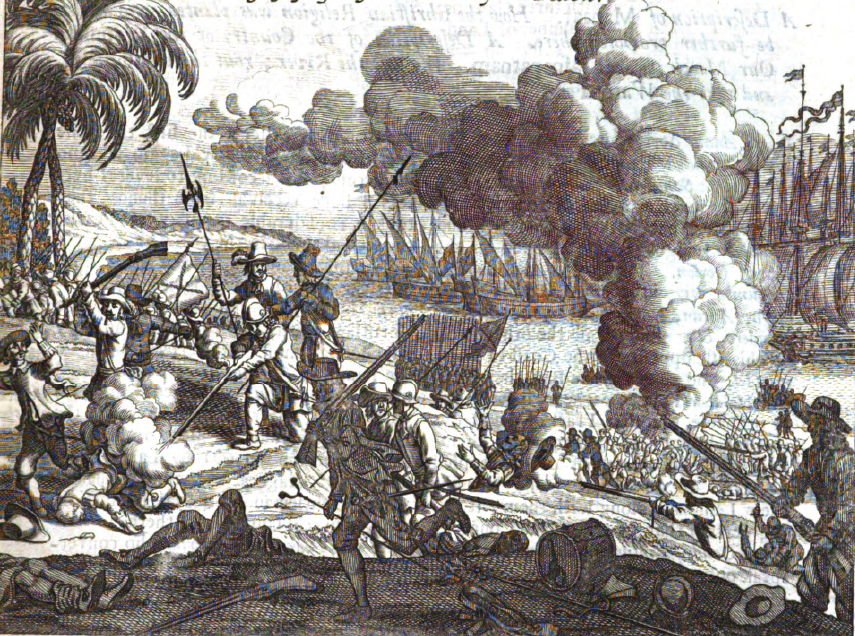
Les troupes hollandaises durant la bataille de Mannar (1658). Notez leurs armes et armures.

Bien qu'appelée « les Hollandais » par les sources contemporaines l'armée VOC se composait de n'importe quel Européen qui pouvait être recruté résultant en une armée multiethnique. Outre les Néerlandais, il y avait aussi des troupes allemandes, anglaises, écossaises, irlandaises et françaises sur le terrain. Contrairement aux troupes portugaises à Ceylan, l'armée néerlandaise a utilisé des tactiques similaires à d'autres armées européennes contemporaines, qui formaient des blocs serrés de piquiers et de mousquetaires. Ils étaient organisés en compagnies de 100 hommes et soutenus par des troupes auxiliaires composées de Javanais et de Malais. Ces troupes malaises étaient organisées sous leurs propres chefs avec peu d'efforts pour fournir une formation militaire appropriée ou des armes à jour.
Contrairement aux Portugais, les troupes hollandaises portaient des armures composées de cuirasses et de morions. Leurs armes principales étaient des mousquets à mèche, des piques et des lances, mais Queiroz déclare que les Néerlandais ont utilisé des mousquets à silex en plus des allumettes pendant le siège. Le Batave amena à cette occasion de grands chefs, des hommes choisis et bien armés.

### Santa Cruz de Gale

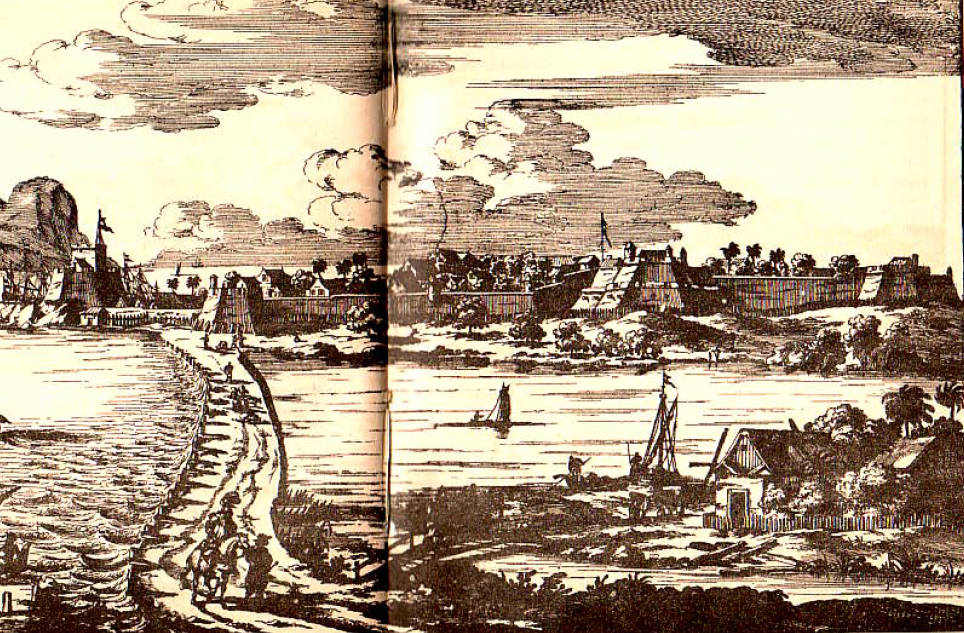
Fort de Galle entre 1640 et 1667, vu du bazar. La fortification à l'extrême gauche est la Retraite qui contenait le donjon des Capitaines et une esplanade. Les trois bastions de gauche à droite sont Santiago, Conception et Santo António.

Le fort portugais de Santa Cruz de Gale était situé sur un promontoire à l'extrémité ouest de la baie de Galle. Bien que considérablement élevé à son extrémité sud, il s'est progressivement incliné vers l'isthme où il se connectait au continent. À cet isthme, un mur s'étendait du côté de la mer au côté de la baie entourant la ville de Galle. Il y avait trois bastions défendant le mur de la mer à la baie appelés Santo António, Conception et Santiago. Santiago était petite et avait une terrasse basse ouverte, ce qui la rendait vulnérable aux attaques à la grenade. Du Santiago, un mur de parapet courait le long de la baie jusqu'à la Retraite, une fortification qui contenait le donjon du capitaine et une esplanade, qui avait de la place pour monter 20 canons.
À la pointe sud du fort, le bastion de Santa Cruz commandait les approches ouest de la baie. Cependant, au moment du siège, il manquait de canons et ses murs étaient en ruines. Le fort de Galle, qui était entouré par la mer sur trois côtés, on pouvait entrer du côté nord par deux portes.  Porta da Traição , ou la porte de la trahison, était la porte principale. Elle était protégée par un cavalier et était située à l'emplacement de la porte actuelle. Au pied du Bastion de Santiago, il y avait une autre porte appelée Porta do Muro ou la Porte du Mur, que les Hollandais appelaient la « porte du bastion principal ». Il y avait deux autres points d'entrée du côté de la baie, qui donnaient accès au port.
Le fort de Galle était sécurisé du côté ouest par un récif et des rochers cachés. Bien qu'un groupe ennemi ait pu atterrir sur les rochers autour du fort par temps favorable, cette approche était considérée comme sûre. Le bastion de Santa Cruz défendait le versant sud, tandis que l'épaulement (fortification) avec douze pièces de campagne défendait le côté est, accessible depuis la baie de Galle. Malgré ses atouts, le fort de Galle avait une faiblesse inhérente. À portée de canon du mur nord, il y avait une zone de terrain plus élevé à partir de laquelle une batterie, si elle y était établie, avait la capacité de tirer des grenades par-dessus le mur dans le fort.

## Prélude

### Planification et préparation

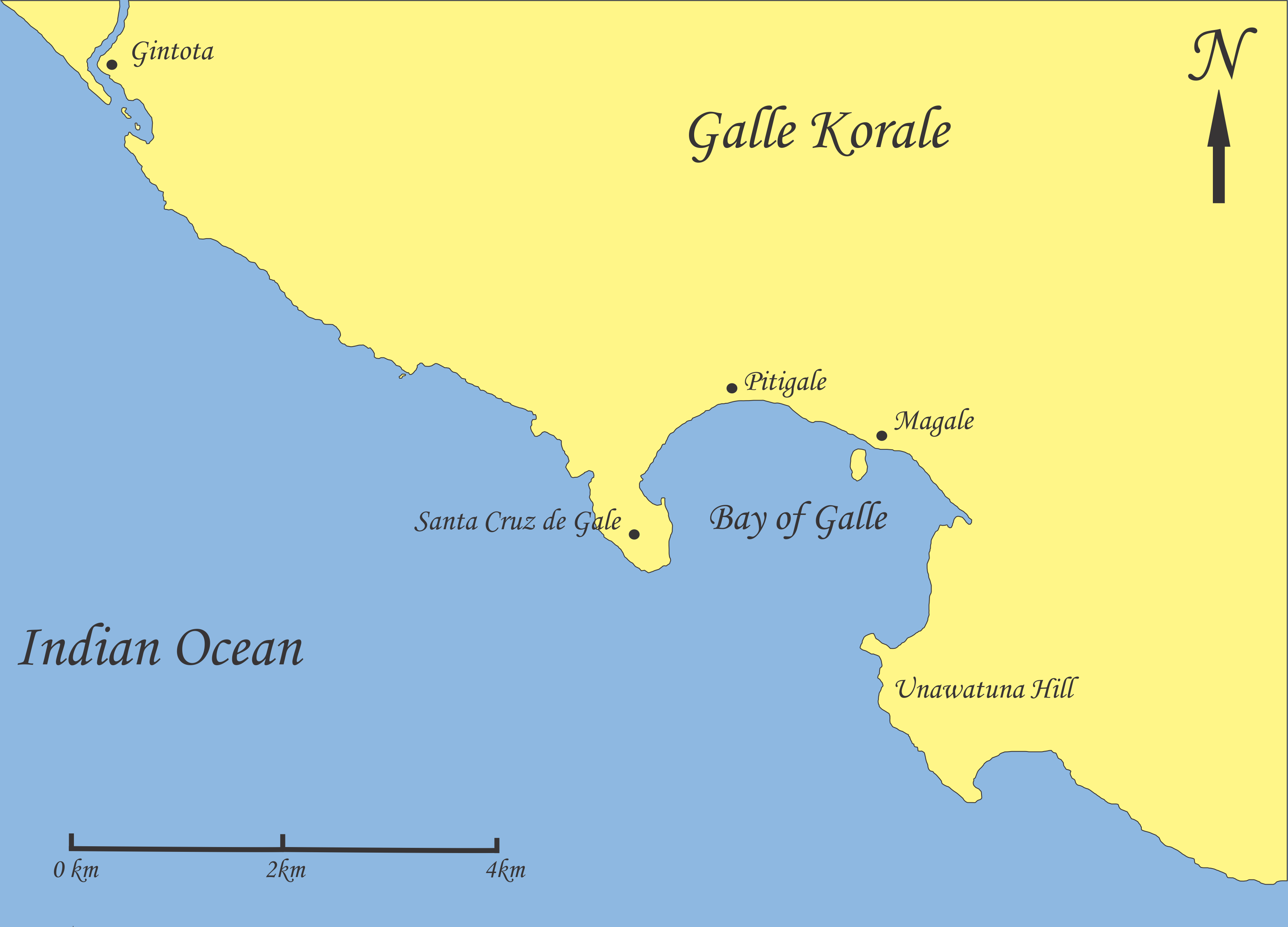
Baie de Galle et environ. Les troupes néerlandaises ont choisi Magale, qui était située au-delà de la portée des canons du fort comme site de débarquement. Les hauteurs étaient situées entre le fort et Pitigale.

Le cerveau derrière le siège était le commodore Willem Jacobszoon Coster, commandant en second du corps expéditionnaire néerlandais au Sri Lanka. Les Néerlandais avaient recueilli des informations sur Galle et le 14 juin 1638, écrivant au gouverneur général Van Diemen, Coster esquissa son plan d'attaque. Il décrivit ses plans à débarquer des troupes au-delà de la portée des canons du fort pour exploiter la faiblesse inhérente du fort de Galle, «... il y a un plateau comme le promontoire, de sorte qu'on peut facilement tirer avec des canons de là sur la ville et le fort principal, et, comme autant que nous pouvons rassembler, pouvons lancer (des grenades) avec des mortiers, et nous serons obligés de le prendre de cette manière, une cible prioritaire, et de la capturer avant Colombo. » Il a en outre ajouté «... elle [Galle] offre un excellent port pour les navires qui peuvent y mouiller à tout moment de l'année », ce qui convenait mieux à leurs plans d'avenir.
Selon les instructions données par Van Diemen, une flotte de 11 navires s'approcha de Galle en décembre 1638. Leur plan était d'évaluer les fortifications portugaises et de localiser les sites de débarquement potentiels. Après une tentative ratée en raison de fortes pluies et d'une mer agitée, ils ont débarqué un petit détachement le lendemain tandis que les navires distrayaient le fort avec un bombardement. Ils ont inspecté la zone et ont réussi la mission aux dépens de trois soldats qui ont été tués au combat et d'un autre soldat qui a été blessé. Cependant, le conseil néerlandais voulait des informations supplémentaires et a ordonné à Coster, « si les Portugais de position sont faits prisonniers, faites-les avouer par de bons ou de mauvais moyens ».
En juillet 1639, une flotte de neuf navires est envoyée pour bloquer Goa. Leur objectif était d'empêcher tout renfort d'atteindre le Sri Lanka. Le 24 septembre 1639, un corps expéditionnaire hollandais, sous le commandement du directeur Philip Lucasz, quitta Batavia. Pendant ce temps, le 24 octobre 1639, deux navires hollandais apparurent au large de Colombo et y attaquèrent des navires portugais, perturbant leur navigation le long de la côte ouest. Après avoir été retardé de plusieurs semaines à cause des tempêtes, Philip Lucasz arrive en décembre 1639 avec une force de 21 navires. Ils débarquèrent au nord de Negombo et battirent les Portugais lors de la bataille de Kammala. Plus tard, avec une armée kandyanne de 15 000 hommes, ils ont capturé Negombo. Après la bataille, Lucasz est tombé gravement malade et est mort en chemin retour à Batavia c'est-à-dire laisser Coster aux commandes du corps expéditionnaire hollandais.
Les Portugais n'étaient pas préparés à un siège. João Rodrigues Leitão, le capitaine du fort de Galle, était gravement malade. Il a été remplacé par un capitaine Casado, Lourenço Ferreira de Brito, juste 28 jours avant l'arrivée des Hollandais. Il n'avait que 80 Casados, 30 miliciens, trois compagnies de Topasses, et 300 Lascarins pour la défense. L'armurerie ne contenait qu'un petit stock de poudre à canon, 20 mousquets et arquebuses, et quelques lances, mortiers, et sept falconets (canon). Les canons étaient de différents calibres, ils avaient donc besoin de coups de différentes tailles. Le trésor était vide, il a donc dû collecter de l'argent auprès des habitants pour payer les munitions et les réparations,.

### Déplacement vers la bataille
Début mars, les généraux portugais Manuel Mascarenhas Homem et Dom Brás de Castro sont partis de Cochin, avec une forte force de renforts dans huit navires et 15 Galères. Cinq cents chrétiens dirigés par Cristóvão Teles, un Chevalier de l'ordre du Christ, les ont rejoints portant le zèle de l'évêque de Cochin. Cette grande force est connue sous le nom des « deux généraux » et était attendue avec impatience à Colombo.
Le 1er mars 1640, une flotte de cinq navires hollandais apparaît au large de Colombo. Ils jettent l'ancre en face du fort, convainquant les Portugais d'une attaque imminente. Le 5 mars, une deuxième flotte est arrivée en provenance de Negombo et, après l'avoir rejointe, a navigué vers le sud. Dès que les navires sont partis, le capitaine général D. António Mascarenhas, le gouverneur du Ceylan portugais, s'est rendu compte qu'ils se dirigeaient vers Galle. Il organisa à la hâte une force de secours sous les ordres du capitaine major Francisco de Mendonça Manuel. Il se composait de 323 Portugais répartis en 12 compagnies, 1 600 Lascarins sous les quatre Dissawes, 200 mousquetaires canarais (sous leur chef Rana) et 100 archers cafres.
Des renforts portugais forcés ont marché le long de la côte, traversant trois grands fleuves en bateaux. Ils n'ont rencontré aucune troupe kandyanne et ont avancé sans rencontrer de résistance. Cependant, au moment où ils ont atteint Aluthgama, Mendonça s'est rendu compte qu'il ne pourrait pas rejoindre Galle à temps. Il envoya donc en avant Francisco Antunes, le Dissawe de Matara, avec un détachement de Lascarins du Korale de Galle. Ils parviennent à atteindre Galle le matin du 8 mars 1640, juste avant l'arrivée des Hollandais.

## Premières rencontres

### Débarquement hollandais

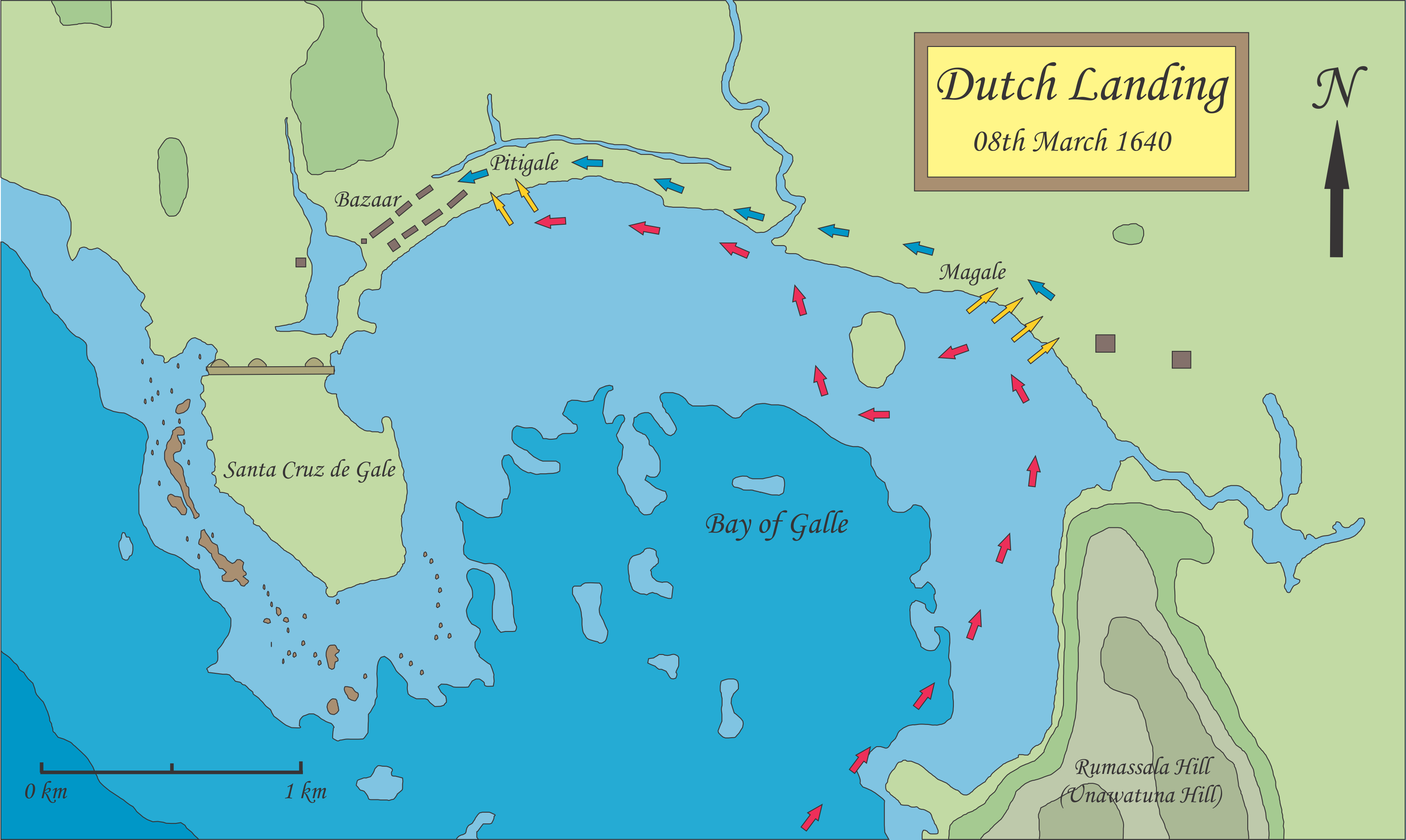
Les sites de débarquement hollandais. Les flèches rouges indiquent la route empruntée par les lancements tandis que les flèches bleues indiquent l'avancée de l'infanterie hollandaise. Des vedettes débarquent les troupes à Magale et déchargent l'artillerie de siège à Pitigale.

Le 8, à midi, la flotte néerlandaise apparaît au large de Galle. Ils se disposèrent en formation de combat et saluèrent le fort d'une salve. Une fois que le fort a répondu, six navires hollandais ont continué le bombardement tandis qu'une équipe de débarquement composée de deux pinasses, une chaloupe et 17 vedettes est entrée dans la baie.
Ils ont manœuvré près de la colline Unavatuna (colline Rumassala), restant au-delà de la portée des canons du fort. Les deux pinasses et la chaloupe mouillent au bord de la baie et continuent de bombarder la rive et les bois voisins. Les vedettes avançaient le long du rivage et s'approchaient de la large étendue de plage au-delà de Magale, qui avait été choisie pour le débarquement. Sous le couvert des tirs d'artillerie,, ils débarquent 700 mousquetaires européens et 400 Malais et Bandanais en deux vagues. Ces troupes étaient sous le commandement du Commodore Willem Jacobz Coster. Ils se sont rapidement organisés en trois colonnes et ont commencé à marche vers Pitigale. Les indigènes de la région les ont informés de la force de secours de « 350 hommes blancs » qui était attendue par la garnison portugaise, mais Coster a décidé de continuer vers Pitigale comme prévu.
Lorsque les lancements se sont approchés de la baie, le capitaine Lourenço Ferreira de Brito (commandant du fort de Galle) a envoyé une force sous Francisco Antunes pour ouvrir des tranchées à Magale pour vérifier le débarquement des Néerlandais. Cette force se composait de trois compagnies de la garnison et des Lascarins qui l'accompagnaient le matin. Cependant, les Hollandais ont été efficaces dans leur débarquement et les Portugais ont dû avancer le long de la courbe de la baie. Au moment où ils y sont arrivés, les Hollandais étaient en formation de combat et avaient déployé des canons.

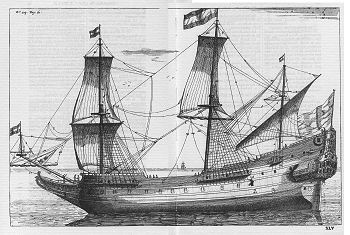
Une pinasse entièrement gréée.

L'avant-garde de la force hollandaise les a engagés et les Portugais se sont retirés pendant les combats. Au cours de cette escarmouche, certains des soldats portugais ont été faits prisonniers, mais les autres ont réussi à se désengager et à battre en retraite vers Gintota, où ils ont rencontré Francisco de Mendonça Manuel avec le reste de la force de secours. Les troupes hollandaises s'avancèrent ensuite vers Pitigale accompagnés de chaloupes, qui naviguèrent le long du bord de la baie. Ils étaient chargés d'artillerie, destinée à être utilisée pendant le siège. Les canons du fort concentrèrent leurs tirs sur ces chaloupes. Un tir du cavalier au-dessus de la porte principale (commandée par Vicente Pais de Mendonça) parvient à couler une chaloupe chargée d'une pièce d'artillerie. Mais malgré leurs bombardements continus, les Hollandais ont pris leurs quartiers dans le bazar et les hauteurs à côté pendant que les lancements déchargeaient l'artillerie à Pitigale,.

### Nuit du 8 mars
À la tombée de la nuit, une pinasse hollandaise a fait une sonde depuis la direction de la baie. Il évaluait les défenses et s'approcha du côté est du fort devant les parapets. Les canons portugais ont ouvert le feu et après plusieurs coups, ils ont réussi à marquer un coup direct. La pinasse a perdu son mât d'artimon et a été forcée de se retirer,. Par la suite, les navires hollandais n'ont pas approché le fort de cette direction.
Sous le couvert de l'obscurité, les troupes hollandaises ont construit un rempart de sable pour fortifier les abords du bazar. Ils ont construit une palissade sur les hauteurs et ouvert des tranchées pour défendre les positions. Des buissons d'épines ont été placés devant eux comme enchevêtrements pour empêcher les charges directes, et les Néerlandais ont monté deux canons de 30 livres sur les hauteurs, les dirigeant vers le bastion de Santiago. Cinq canons de moindre calibre ont été placés le long de la ligne pour garder les fortifications. Pendant ce temps, les lancements continuaient de débarquer des troupes, augmentant les effectifs de la force néerlandaise.
Dans la nuit, une force portugaise dirigée par le capitaine Manuel Brás est arrivée de Matara et a réussi à entrer dans le fort sans être détectée. Ils amènent trois compagnies de Soldados avec quelques Casados, 80 Cafres et 300 lascarins. Entre-temps, le Capitaine Major Mendonça établit des communications avec le fort et décide d'attaquer le position ennemie le lendemain matin. Une attaque à trois volets était prévue et des espions portugais ont observé que les Néerlandais étaient disposés en deux corps.
Le premier parti, ou l'aile droite, était composé des troupes arrivées dans la nuit de Matara. Trois compagnies de réguliers (soldados) avec quelques casados, 80 Cafres et 300 Lascarins faisaient partie de ce groupe sous le commandement de Vicente da Silva. Ils devaient attaquer le rempart défendant le bazar. L'aile gauche était commandée par le capitaine major Mendonça lui-même. Sa force se composait de huit compagnies de réguliers, 200 mousquetaires canariens et Lascarins sous Francisco Antunes (Dissawe de Matara) et Francisco da Silva (Dissawe de Seven Korale). Ils devaient attaquer les tranchées et la batterie montée en hauteur.

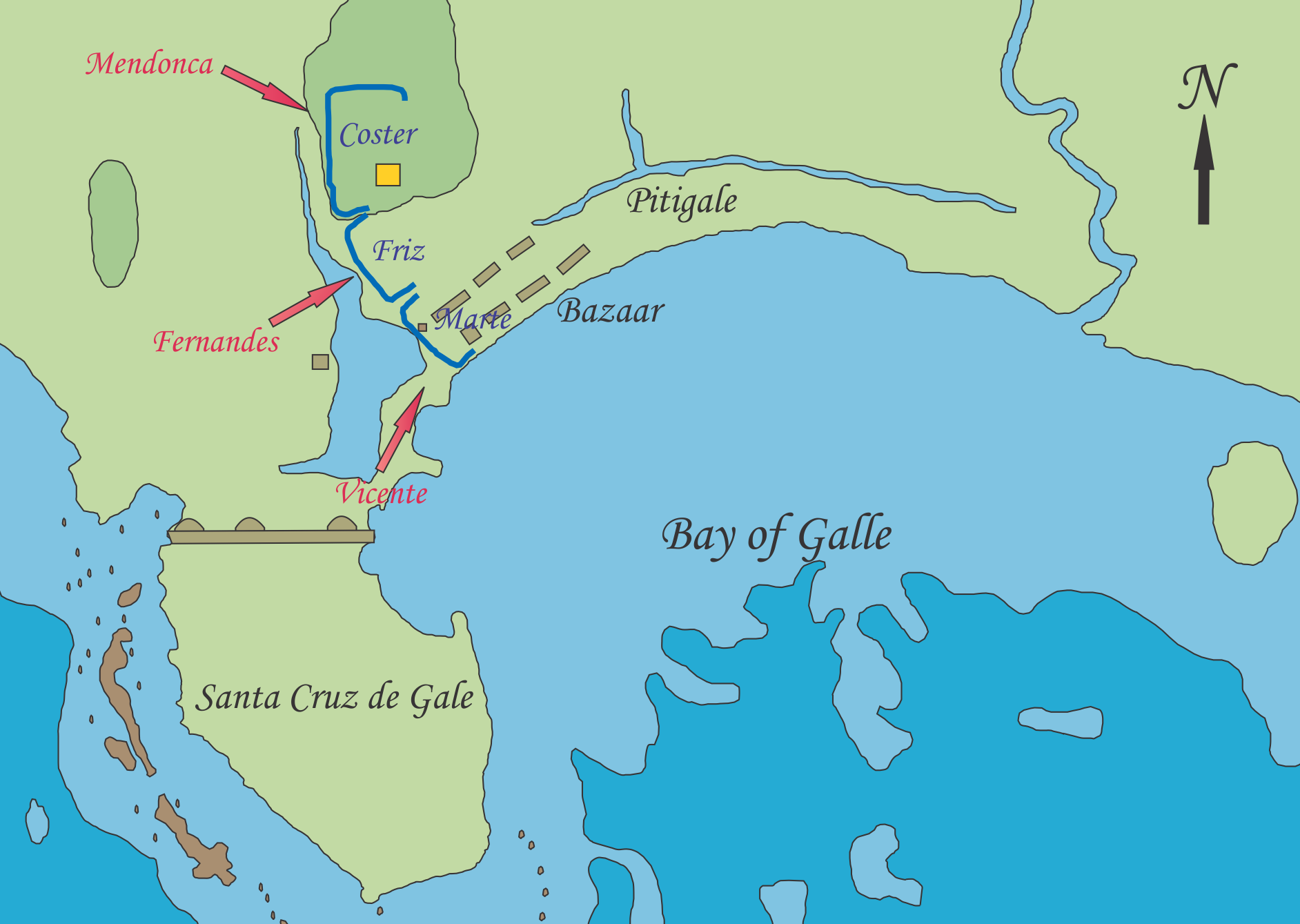
Attaques portugaises sur les positions hollandaises.

Au centre, quatre compagnies de réguliers avec des Lascarins sous António de Fonseca Pereira (Dissawe de Four Korale) et Francisco de Faria (Dissawe de Sabaragamuwa) devaient attaquer la partie intérieure du rempart. Ils étaient sous le commandement du capitaine Jorge Fernandes. Selon le plan, les trois ailes monteraient une attaque simultanée sur la ligne hollandaise à l'aube, agissant sur un signal donné par un canon du fort. Les troupes portugaises se sont approchées silencieusement de la ligne hollandaise et se sont arrêtées au-delà d'une distance de deux coups de mousquet. Ils y passèrent le reste de la nuit à se préparer à l'assaut.
Après le débarquement, les Hollandais ont payé les indigènes pour espionner les Portugais et fournir des informations sur leurs mouvements. En conséquence, ils ont découvert les plans d'attaque portugais. Les Néerlandais ont redéployé leurs hommes en trois corps pour recevoir chaque attaque. Le capitaine Marte avec 200 Néerlandais et 100 Bandanais occupait le rempart où Vicente devait attaquer. Trois cent hollandais et 100 bandanais sous le commandement du capitaine Friz occupaient la partie intérieure du rempart. Jacobz Coster et le maître du terrain Andriao Cornelio.
Avant le lever du jour, Mendonça s'adressa à ses hommes. Pour contrer les chances du grand nombre de troupes européennes, il les a encouragées à se battre au corps à corps tout en maintenant leurs formations,,. Après le discours, ils s'avancèrent jusqu'à portée de mousquet de la ligne hollandaise et attendirent silencieusement le signal du fort.

### Bataille pour le bazar et la palissade– 9 mars
Au lever du jour, le signal est donné depuis le fort et les trois forces portugaises attaquent la position hollandaise. Sur le flanc droit, Vicente a attaqué le long de la côte. Lorsque les Néerlandais ont tiré une volée de canon, presque tous les Cafres et certains des Lascarins ont abandonné le combat et ont reculé. Les autres continuèrent la charge et s'emparèrent du rempart avec deux canons. Le capitaine néerlandais, Marte, a été tué dans cette bataille et ses unités se sont retirées vers la plage. Certains d'entre eux se dirigeaient vers les trois vedettes amarrées sur la plage, mais les Portugais les atteignirent les premiers et les lancèrent à la dérive, empêchant les Néerlandais de s'échapper. Après avoir reçu des renforts, les troupes hollandaises se réorganisent et contre-attaquent le rempart désormais tenu par les Portugais. Bien que les Portugais aient tenu leur position, ils ont subi de nombreuses pertes, dont deux de leurs capitaines et deux enseignes. Peu à peu, les Néerlandais ont pris le dessus et les forces portugaises ont commencé à se retirer. Le commandant de Galle, Lourenço Ferreira de Brito, a observé la situation depuis le fort et est venu à leur aide avec un détachement sous Bartolomeu d'Eça. Avec des troupes fraîches, les Portugais regagnèrent le rempart tandis que Lourenço Ferreira se retirait au fort avec les blessés,.
Au centre, les Portugais rencontrèrent une forte résistance. Francisco de Faria (le Dissawe de Sabaragamuwa) a été tué et ses lascarins se sont enfuis du terrain. Le reste des troupes a continué à attaquer et les deux camps ont subi de nombreuses pertes sans gagner un avantage significatif. Sur le flanc gauche, Mendonça a attaqué les tranchées. Ses hommes chargent plusieurs fois la batterie et après plus d'une heure et demie de combat, Mendonça parvient à déloger les Hollandais des hauteurs. Il a capturé les deux pièces d'artillerie avec deux canons.

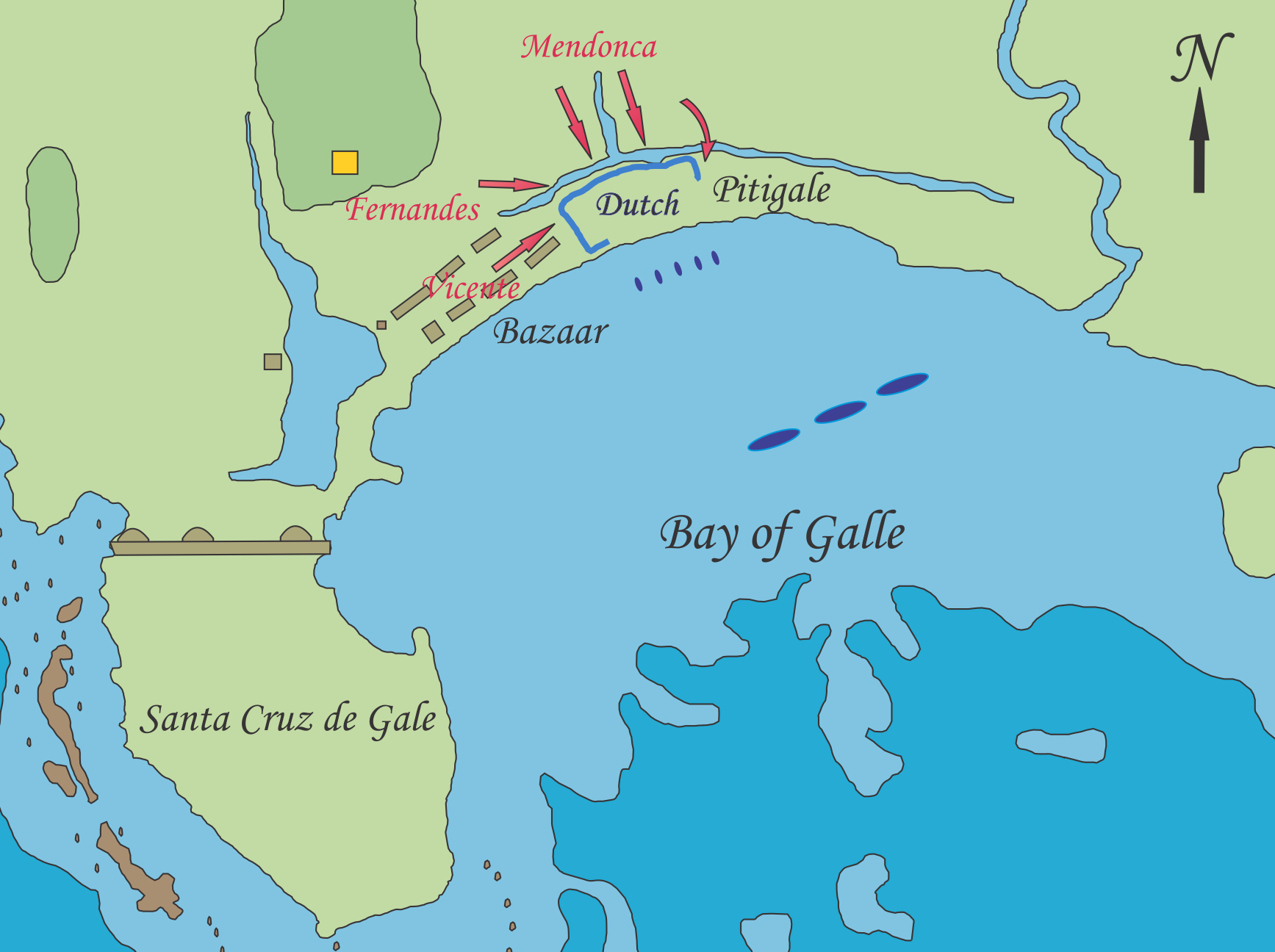
La phase finale des attaques portugaises sur les positions hollandaises.

Bientôt, la ligne hollandaise s'effondre et les défenseurs sont chassés du bazar. Ils ont commencé à se reformer en un seul grand escadron dans une palmeraie, mais les troupes portugaises ont chargé au milieu des Hollandais. Ils ont été pris par surprise et selon des sources portugaises, les troupes néerlandaises n'ont pas pu tirer une seule volée vers les Portugais. Pour assurer une victoire, Mendonça a envoyé son officier, Valentim Pinheiro, avec quatre compagnies dans une manœuvre de flanc pour les attaquer par l'arrière,.
Cette tactique fonctionna et les Hollandais, les rangs brisés, s'enfuirent vers la mer. Dans cette étroite étendue de plage ouverte, les Néerlandais ont subi un grand nombre de victimes et beaucoup se sont jetés à la mer. Les navires néerlandais ont tiré des volées d'artillerie sur les forces portugaises. Des chaloupes et 35 lancements sont venus en aide aux troupes néerlandaises avec des forces de réserve, des officiers et des munitions. Ils ont ramassé des hommes de la mer les empêchant de se noyer. Les chaloupes ont continué à tirer sur les soldats portugais avec des mousquets et des canons.
Un capitaine-major portugais, armé d'une épée et d'un bouclier, arpentait le rivage en encourageant ses hommes à poursuivre l'attaque en permanence. Il leur ordonna de tirer même sur les chaloupes pour les empêcher d'aider les troupes hollandaises. Les troupes néerlandaises restantes ont levé un drapeau blanc en se rendant compte qu'elles étaient bloquées. Au même moment, un boulet de canon d'une chaloupe frappa Mendonça à la tête et le tua sur le coup. Du coup, les troupes portugaises se retrouvent sans chef et sans direction. Un sergent-major qui était le prochain commandant resta irrésolu, tandis que l'attaque portugaise s'arrêta. Dans la panique, ils ont abandonné le combat et se sont retirés au fort en groupes dispersés. Certains des blessés (le capitaine Jorge Fernandes, le commandant du centre, le capitaine João de Sequeira et quatre soldats) ont été abandonnés et ils ont été faits prisonniers par les Hollandais.

### Impact de la bataille
Soixante-dix soldats portugais ont été tués dans la bataille (« une soixantaine », selon les sources hollandaises). Soixante-dix autres ont été blessés mais ont réussi à se replier vers le fort. Quelques blessés ont été faits prisonniers. Pertes subies par les Lascarins, les mousquetaires canariens et les archers Cafres ne sont pas connus.
Bien que les chiffres des victimes néerlandaises soient contestés, les sources portugaises et néerlandaises conviennent qu'ils ont subi de lourdes pertes. L'écrivain néerlandais Phillipus Baldaeus a déclaré que les combats « ont causé de nombreuses pertes en tués et en blessés » et l'écrivain portugais Fernão de Queiroz donne un chiffre de 900 tués et un nombre proportionnel de blessés. Le capitaine Ribeiro, qui a servi au Sri Lanka de 1640 à 1658 et a personnellement rencontré les participants à la bataille, a déclaré que les Néerlandais avaient perdu « plus de quatre cents hommes ». Les archives officielles néerlandaises donnent un chiffre indirect ; « l'arrivée de 350 hommes deux jours plus tard était considérée comme un renfort bienvenu pour ramener l'armée à son effectif d'origine ».
Bien que moins nombreuses, les pertes portugaises ont eu un impact plus important car elles ont perdu de nombreux officiers et vétérans ,. Le capitaine Jorge Fernandes, le commandant du centre, et le capitaine João de Sequeira ont été faits prisonniers par les Hollandais. L'écrivain portugais Queiroz critique la décision de leur commandant d'attaquer une position ennemie bien retranchée. Il suggère que s'ils s'étaient retirés au fort pour renforcer la garnison sans engager les Hollandais, « Il aurait été impossible pour les Hollandais de prendre cette Praça ».
D'autre part, les Néerlandais ont rapidement regagné leurs positions. Ils ont monté six canons de gros calibre sur les hauteurs et de nombreux canons de moindre calibre pour leur défense. Bientôt, ils recommencèrent le bombardement ciblant désormais les bastions de Santiago et de Conception. Cependant, en raison du grand nombre de blessés, ils souffraient d'une pénurie d'hommes jusqu'à l'arrivée des renforts le 11,.

### Nuit du 9 mars
Le bombardement hollandais a été répondu depuis les trois bastions et les Portugais ont amené de l'artillerie qui a été montée du côté de la mer afin d'augmenter leur puissance de feu. La plupart des artilleurs portugais étaient des vétérans qui servaient dans des gallions et ils ont tiré avec précision sans tenir compte des pertes croissantes, mais malgré leurs efforts, les Néerlandais ont réussi à maintenir un barrage constant,.
Dans la nuit du 9, le capitaine du fort, Lourenço Ferreira de Brito, a convoqué une réunion avec le conseil et les commandants restants des renforts. Il a décrit l'état du fort, ses forces, ses faiblesses, l'effet du bombardement hollandais et ses plans pour mener une autre attaque pour capturer et éliminer les canons hollandais. Mais seuls trois sur quinze ont soutenu sa suggestion et ils ont décidé de garder les forces restantes intactes pour tenir le fort jusqu'à ce que des renforts puissent arriver de Goa. Ils ont décidé d'envoyer Sebastião d'Orta, le capitaine du fort de Kalutara, à Colombo pour négocier des renforts et des munitions car ils manquaient de plombs de 16, 14 et 12 livres malgré les efforts continus des forgerons qui coulaient des frais. Il a été envoyé dans un petit vaisseau sous le couvert de l'obscurité,.
À la tombée de la nuit, le bombardement hollandais avait réussi à endommager considérablement le bastion de Santiago. Leurs tirs ont pénétré les sections les plus faibles du mur (près de la porte principale) et sont entrés dans le fort. Les Portugais, avec l'aide des habitants, commencèrent à réparer les fortifications. Tous les palmiers à l'intérieur du fort ont été abattus et ils ont été posés sur le bastion de Santiago et les sections endommagées. Ces réparations ont été effectuées sous le feu continu des canons et leur efficacité a été notée même par les commandants hollandais.

## Siège du 10 au 12 mars

### Plan de défense de Santa Cruz de Gale

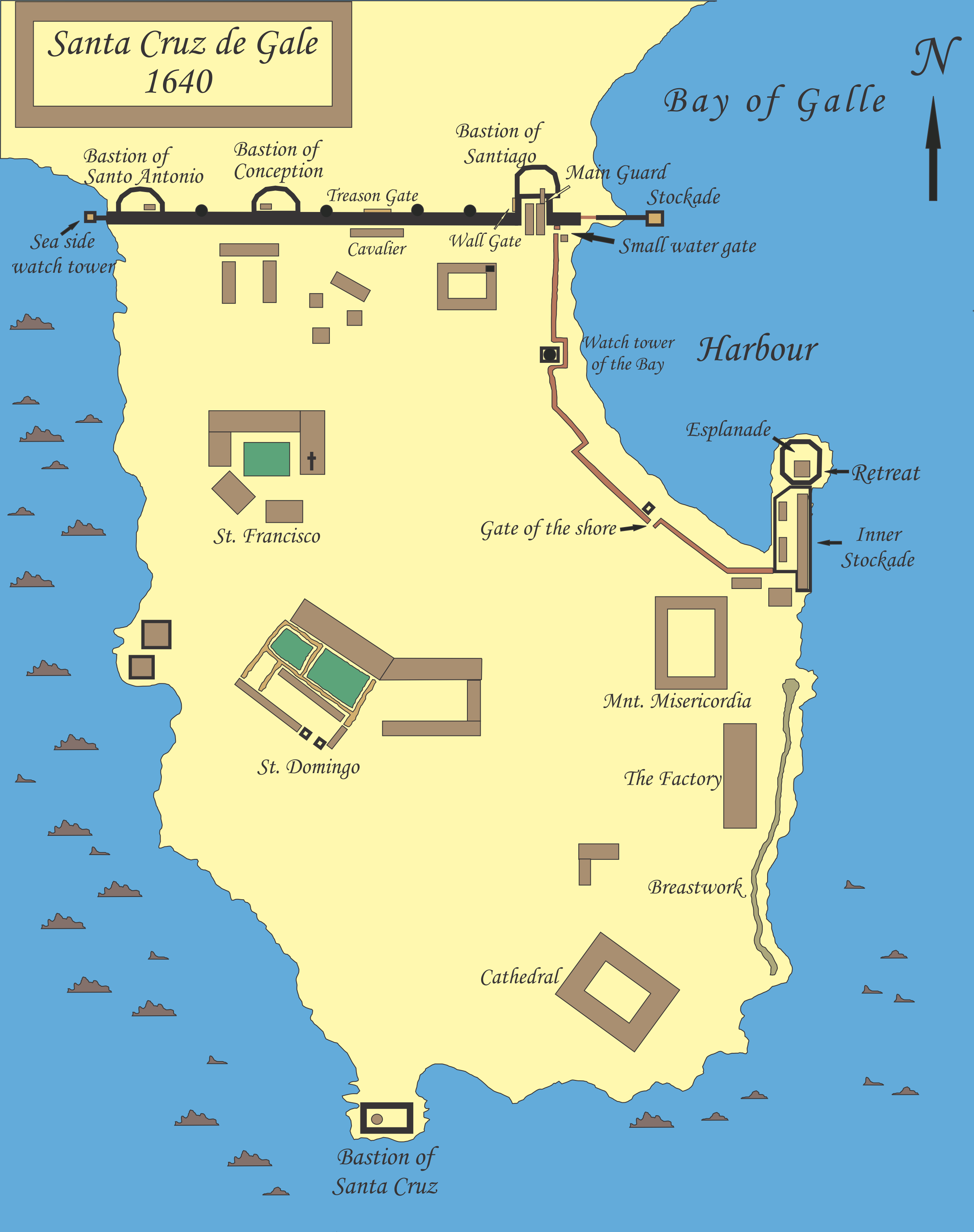
Carte de Santa Cruz de Gale (1640)

Les Portugais ont réorganisé leurs défenses avec les troupes régulières restantes (Soldados). Ils armaient tous les habitants qui pouvaient porter les armes, y compris les jeunes, les vieux, les malades, les commerçants et même les visiteurs qui se trouvaient là au moment du siège. Ils ont été organisés en groupes de miliciens. Les Casados et les Topasses ont été organisés en petites escouades appelées "groupes compagnons" et déployés avec les troupes régulières pour renforcer les défenses,.
La défense du bastion de Santo António a été confiée à 28 réguliers sous le capitaine Bartolomeu d'Eça et 14 compagnons sous le capitaine Casado António Lourenço Forte. Le bastion de Conception a été attribué à une compagnie de 26 réguliers sous le capitaine Francisco Gonçalves Velho et un groupe de 16 compagnons sous le capitaine Lourenço da Costa, un Casado de Galle. Le bastion de Santiago, où l'attaque principale était attendue, a été confié à une compagnie de 29 réguliers sous l'enseigne major Valentim Pinheiro et de 16 compagnons sous un casado capitaine Pedro Carvalho,.
La tour de guet côté mer était occupée par huit compagnons et les quatre tours de guet le long du mur étaient attribuées à quatre compagnies de réguliers de gauche à droite avaient respectivement 21, 28, 27 et 26 soldados. Dans la garde principale, un mortier en pierre et un faucon étaient montés. Ils étaient équipés de cinq compagnons et fournissaient un champ de tir pour couvrir les abords du bastion. La section du rideau du bastion de Santo António au bastion de Conception a été assignée au Dissawe de Sept Korale et ses Lascarins. De la Conception à Santiago, le Dissawe de Matara et ses lascarins ont tenu le rideau. Près de la base du Bastion Santiago, deux unités d'archers cafres (80 au total) étaient stationnées en tant que force de réserve,.
Pour se défendre contre un débarquement depuis la baie, 25 réguliers occupaient la tour de guet de la baie. La palissade intérieure était défendue par 27 réguliers, six compagnons, et par les Lascarins de Dissawe de quatre Korale. Un groupe de miliciens prend position au pied de la retraite, parmi les rochers. Ils étaient armés de fusils qui étaient montés sur des supports. La retraite était garnie de 16 compagnons et ils gardaient également le stock de poudre à canon. Le long des parapets, il y avait 12 pièces d'artillerie tenues par des artilleurs sous Manuel de Fonseca Moniz,.
Le bastion de Santa Cruz était défendu par une compagnie de 24 réguliers et par les mousquetaires canariens restants sous leur chef, Rana. De là à l'extrémité ouest du mur était défendu par le nouveau Dissawe de Sabaragamuwa, Afonso Carvalho, et ses Lascarins. Ils étaient soutenus par 12 compagnons qui maniaient des fusils montés sur des supports. En plus de ces défenses fixes, il y avait trois escouades de patrouille. La première patrouille était composée de 10 compagnons sous un capitaine Casado. La deuxième patrouille était commandée par le sergent-major et se composait de 25 réguliers, et la troisième patrouille était commandée par Lourenço Ferreira de Brito, le capitaine du fort, et avait 20 compagnons,.

### Bombardement du fort
Le 10, les Hollandais positionnent des mortiers et commencent à bombarder la ville avec des grenades de 60 livres. Ce bombardement et l'incendie qui a suivi ont endommagé une partie de la ville et détruit les maisons de Lopo da Gama, considérée comme une belle zone. Outre les dégâts occasionnés, ce bombardement à la grenade a eu un impact majeur sur le moral des troupes non européennes qui n'avaient jamais subi un tel tir de barrage.
Pendant la nuit, les Portugais ont concentré leurs réparations sur les bastions de Conception et de Santiago, utilisant des troncs de palmier pour couvrir les sections endommagées. Pendant ce temps, un corps de troupes hollandaises s'est infiltré et a attaqué le bastion de Santiago et les hommes qui s'occupaient des réparations. Comme la lumière et l'odeur d'une allumette enflammée pouvaient révéler leur position, cette unité d'infiltration néerlandaise utilisait des mousquets à silex au lieu d'allumettes. Ils ont réussi à blesser quelques hommes mais ont été contraints de se retirer en raison d'une charge portée par les gardes portugais. En représailles, Lourenço Ferreira de Brito, le capitaine du fort, a organisé un groupe de raids composé de Lascarins, mais après avoir fait sortir et éveiller les Néerlandais, ils ont fait défection vers eux. De même, Dissanayake Mudali, un chef Lascarin, a également fait défection et a été vu en train de collaborer avec les Néerlandais.
Le 11, le commandement néerlandais était dans un état d'appréhension en raison du manque d'hommes. Bien que le Kandyan Dissawe de Matara soit arrivé, les unités offensives kandyennes étaient toujours au-delà de Weligama, une ville à 9,7 km à l'est du fort de Galle. Ce jour-là, au grand soulagement du commandement hollandais, trois navires (Haarlem, Middelburgh, et Breda) sont arrivés de Goa, amenant 350 soldats et 50 marins comme renforts. Ils ont été débarqués immédiatement et ont reçu l'ordre de prendre le terrain avec le reste des troupes.

### Ordre de «pas de quartier»
Le 12, le bombardement hollandais réussit à affaiblir considérablement le bastion de Santiago, convainquant les commandants hollandais qu'un assaut sur Santa Cruz de Gale était désormais possible. Le même jour à midi, un messager hollandais est arrivé au bastion de Santiago portant un drapeau blanc et un tambour. Il était accompagné de João Festa, qui était le capitaine portugais du fort de Batecaloa. Mais ils se sont vu refuser une audience et se sont même fait tiré dessus comme cela s'était produit lors du siège de Trincomalee. Bien que l'envoyé néerlandais ait réussi à revenir indemne, des sources portugaises affirment que les Néerlandais ont émis un ordre de « pas de quartier » en représailles à l'insulte. Un commandant néerlandais a écrit plus tard «... et a conquis, tuant tous ceux qui ont été trouvés armés ». L'écrivain portugais Queiroz donne une explication possible de leur violation des normes acceptées,

« ... soit parce qu'ils sont restés plus longtemps que nécessaire, soit parce que tous ne connaissent pas les courtoisies de la guerre, un des Capitaines du bastion de Sant-Iago ordonna [ses hommes] de tirer sur eux au fusil, et il en fut réprimandé, bien qu'il n'eût pas été entièrement obéi, parce que ceux qui avaient tiré ne voulaient pas les tuer ; et étant appelés par leurs compagnons, ils revinrent. L'ennemi, qui se trouvait assez fort pour tout, profita de cette insulte pour refuser désormais quartier... »

Plus tard dans la journée, le conseil de guerre néerlandais s'est réuni à bord de leur navire amiral Utrecht. Dans un mouvement controversé, Le commodore Willem Coster a proposé de prendre d'assaut le fort tôt le matin du 13 sans attendre l'arrivée des unités offensives kandyennes. Selon les accords préalables avec le Mudalis Kandyen, elles devaient attaquer le fort le 13 une heure plus tard. L'ordre néerlandais original signé par Coster lui-même, indique les raisons de cette attaque prématurée,

« ... Où depuis le 9, nous bombardons la ville et les fortifications de Sta. Cruz de Gale et l'ennemi comblent chaque nuit de palmiers et d'osiers les brèches que nous avons faites le jour, sans que nous puissions les en empêcher, et comme il est fort à craindre que les assiégés trouveront les moyens de se renforcer de plus en plus sur les points où ils s'attendent à nos attaques, donc... »

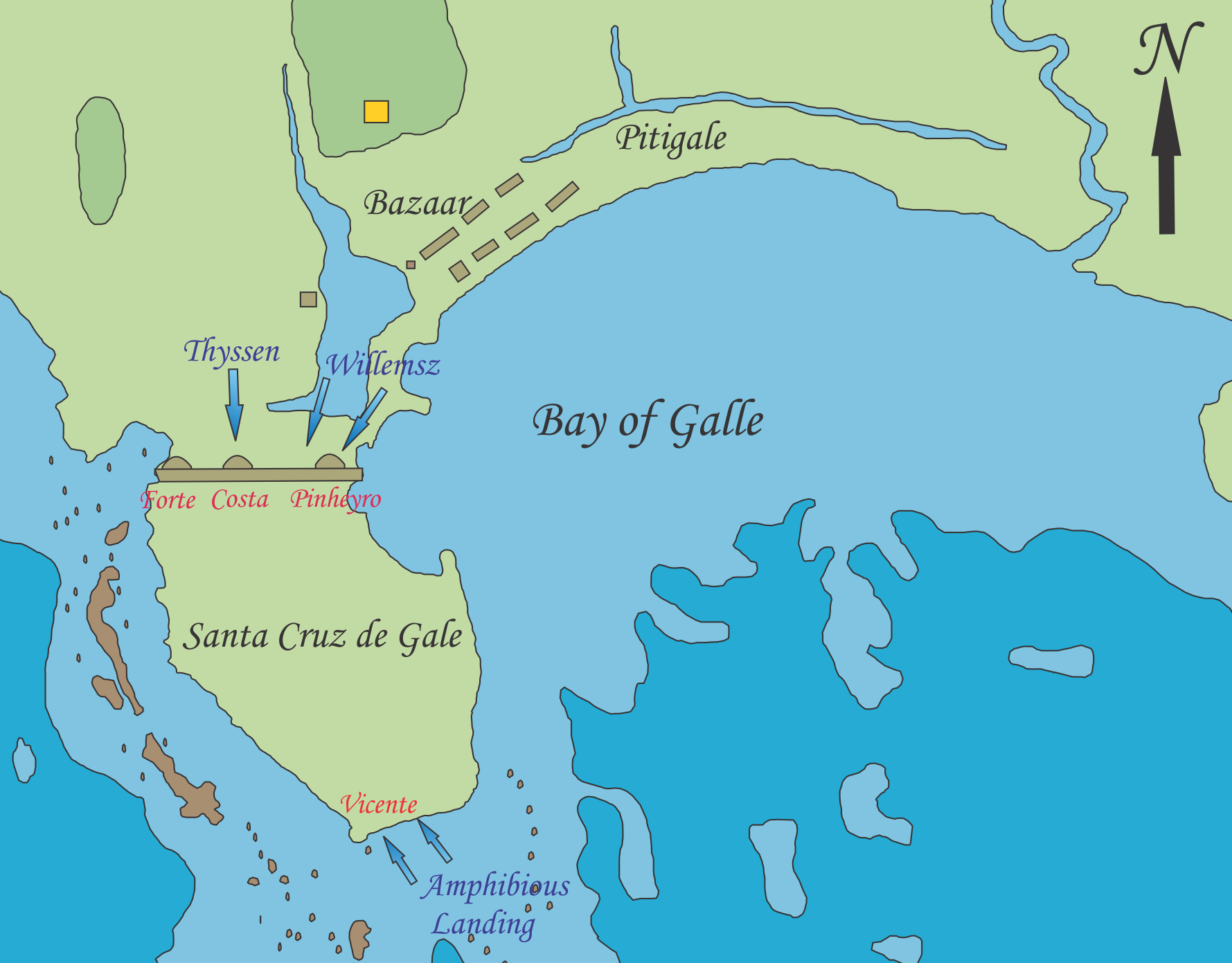
Le plan d'attaque hollandais - ils ont monté une attaque amphibie sur la pointe sud comme une attaque de diversion avant l'assaut principal sur le mur.

L'armée hollandaise était divisée en quatre groupes. Le premier groupe, l'avant-garde, mené par le Commisaris Jan Thysen, devait attaquer le bastion de la Conception. Le centre, commandé par Minne Williemsz Caertekoe, devait attaquer le Bastion de Santiago et la courtine entre Conception et Santiago. L'arrière-garde, commandée par les Opperkoopmen Simon de Wit, devait poursuivre la prise d'assaut une fois la brèche faite. Tout le reste des troupes, charpentiers, troupes de soutien, et deux unités kandyennes, qui étaient arrivées, formaient la force de réserve et occupaient les hauteurs où était montée la batterie. Ils étaient commandés par Fiscal Gerard Herbers, l'ancien commandant hollandais du fort de Trincomalee. Les préparatifs ont été faits rapidement et à l'appui des troupes terrestres, les Hollandais ont fait venir de nombreux marins et échelles des navires de la flotte.
Le matin du 13, au début de la veille de l'aube, des sentinelles portugaises ont observé que des vedettes hollandaises se dirigeaient vers le fort. Dans le même temps, des espions ont signalé que les Hollandais servaient des échelles et ils ont observé une activité accrue au sein du camp ennemi. Lourenço Ferreira de Brito, se rendant compte que les Hollandais étaient sur le point d'attaquer, donna l'ordre de sonner l'alarme,.

## Les Hollandais prennent d'assaut le fort

### Bataille aux remparts

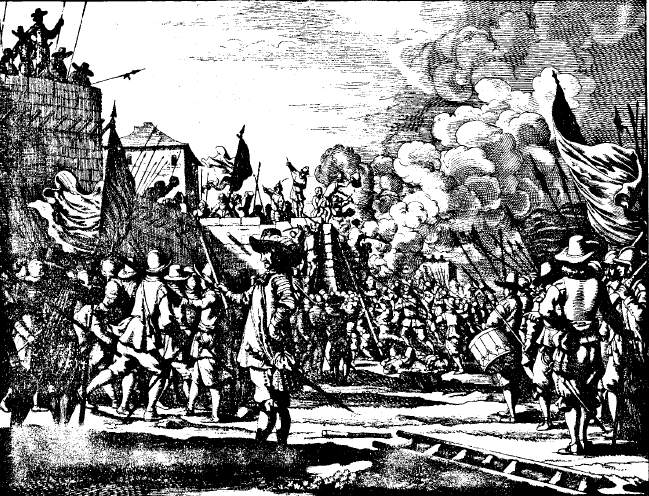
Les Hollandais prennent d'assaut le Fort de Galle, par Phillipus Baldaeus (1672).

Les Hollandais ont commencé leur attaque par un assaut amphibie sur le bastion de Santa Cruz en utilisant des vedettes et des chaloupes pour débarquer des troupes. Le capitaine du fort, Lourenço Ferreira, s'est rendu compte qu'il ne s'agissait que d'une attaque de diversion et sans engager de troupes supplémentaires, il a ordonné aux unités défendant cette zone de s'entraider. Alors que l'attaque amphibie était en cours, l'avant-garde et le centre hollandais montèrent l'attaque principale marquant le début de la bataille aux remparts.
Au total, 1 100 Européens et 300 soldats bandanais ont formé la première vague et parmi eux, près de 500 ont attaqué le Bastion de Santiago. Ils ont chargé en poussant le cri de guerre néerlandais « Vaincre ou mourir !». La garnison portugaise a ouvert le feu avec l'artillerie, qui a été suivie par des canons pivotants une fois que les troupes hollandaises se sont rapprochées de leur position. Le mortier monté à la garde principale était occupé par un groupe de casados dirigé par Bernardo Gonçalves et utilisé pour tirer sur les troupes attaquant depuis la plage, mais au deuxième coup le mortier a explosé emportant avec lui une partie du rideau (les troupes hollandaises ont ensuite utilisé cette brèche pour attaquer le bastion). Bientôt, les Néerlandais ont commencé à escalader le mur avec des échelles et les Portugais ont lancé les échelles et ont riposté avec des lances, des épées, des pots à poudre et de nombreuses armes incendiaires. Lourenço Ferreira, après s'être assuré que les Hollandais n'allaient pas attaquer depuis la direction du port, détourna les hommes du côté de la baie vers le mur, renforçant encore les défenses. Tandis que les Hollandais se concentraient leur attaque sur les bastions de Conception et Santiago, les Portugais du Bastion de Santo António ont tiré sur les troupes hollandaises qui escaladaient la Conception, avec de l'artillerie et des mousquets. De nombreux soldats hollandais ont été tués et certains qui ont été brûlés se sont jetés à la mer. Le commandant hollandais de l'avant-garde, Commisaris Jan Thysen, écrira plus tard « au début de la tempête, les choses semblaient très douteuses en raison de la puissante résistance offerte par ceux dans la ville ».
Les Portugais réussirent à repousser les attaques hollandaises à deux reprises mais à la troisième tentative, les hollandais réussirent à prendre le dessus. Ils concentrèrent leurs attaques sur le bastion de Santiago qui avait une petite terrasse basse. Ils lançaient de nombreuses fléchettes et grenades incendiaires qui mettaient le feu aux barils, cartouches et pots à poudre qui étaient entreposés sur le bastion. La plupart des défenseurs portugais ont été brûlés et les autres se sont retirés blessés. Un sergent-major portugais a alors envoyé le Dissave de Matara à la retraite afin d'apporter plus de poudre, de munitions et de pots à feu pour défendre Santiago. Pendant ce temps, le capitaine Lourenço Ferreira a tenté de le renforcer à deux reprises avec sa patrouille, mais l'incendie provoqué par les attaques continues à la grenade hollandaise les a forcés à se retirer à chaque fois. À la troisième occasion, Lourenço Ferreira a été blessé par quatre balles et est tombé au sol avec un bras cassé et y est resté inapte. Avec sa perte, le Major Valentim Pinheiro, un jeune garçon, prend le commandement et résiste à l'attaque hollandaise. Alors que leurs commandants sonnaient la retraite, rappelant la troisième attaque, les troupes hollandaises parvinrent à pénétrer dans le bastion de Santiago. Les Hollandais renouvellent rapidement l'attaque et équipent les pièces d'artillerie portugaises qui se trouvent sur la terrasse. En les utilisant, les Hollandais ont délogé les défenseurs des courtines voisines du mur.
Pendant ce temps, un groupe d'assaut spécial réservé pour mener une attaque contre la garde principale est rapidement descendu sur la terrasse. pour renforcer les défenses avec ses troupes, a monté une résistance acharnée avec les défenseurs restants et la force de réserve Cafre. Cependant, ils ont été délogés et les Néerlandais ont réussi à sécuriser la garde principale. Deux heures après le début de l'assaut, ils ont ouvert la porte du mur et ont permis à l'arrière-garde d'entrer dans la ville.

### Bataille pour la ville
L'épouse dévouée du capitaine du fort de Galle, Lourenço Ferreira, l'accompagnait lors de ses inspections de routine et se trouvait à proximité lorsqu'il a été frappé d'incapacité. Lorsque les soldats hollandais se sont précipités pour le tuer, elle s'est jetée sur lui et les a suppliés de la tuer et d'épargner son mari bien-aimé. Un capitaine hollandais, témoin de cet incident, les prit sous sa protection. Selon des sources portugaises, une fois que le commodore Coster a appris cela, il a retiré l'ordre de « pas de quartier » et a ordonné à ses hommes d'épargner ceux qui se réfugiaient dans les maisons et à l'intérieur des églises.
Pendant ce temps, les unités des Opperkoopmen de Simon de Wit pénètrent dans la ville et se forment en deux escadrons. Le premier escadron avançait parallèlement au mur tandis que le deuxième escadron sous le commandement du capitaine-major Adrian Cornelio avançait vers le monastère de Misericórdia. Le premier escadron engagea les soldats portugais qui abandonnaient le Bastion de la Conception, après que leurs commandants ont été tués par les tirs d'artillerie de Santiago. À la suite d'un combat acharné à la base du bastion, les Portugais sont débordés et les Hollandais parviennent à s'emparer de la Conception. Ils avancent alors vers le bastion de Santo António. Un sergent-major qui s'y trouvait a réussi à s'évader avec son escouade de patrouille, mais le reste des défenseurs s'est retrouvé piégé à l'intérieur du bastion. Réalisant que les Portugais étaient déterminés à combattre jusqu'au bout, les Néerlandais envoyèrent chercher la femme du capitaine António Lourenço Forte qui commandait à l'intérieur. Ils ont demandé qu'elle persuade les défenseurs de se rendre pour éviter des effusions de sang inutiles, mais elle a refusé,. Les Hollandais ont alors commencé leur assaut et Francisco da Silva, le Dissave de Seven Korale, a été tué au pied du bastion alors qu'il défendait ses approches. Bien que de nombreux soldats néerlandais aient été tués par une mitraille tirée d'un faucon, les Néerlandais se sont introduits de force dans le bastion et après une courte lutte, ils ont sécurisé le bastion. Ils ont tué tous les défenseurs dont les capitaines Lourenço Forte et Bartolomeu d'Eça.
Francisco Antunes, le Dissave de Matara, qui revenait avec des munitions, rencontra le deuxième escadron hollandais près du monastère de Misericórdia. Avec les mousquetaires canariens qui étaient en route pour renforcer le bastion de Santiago, il tenta d'organiser une contre-attaque, mais ses hommes furent dispersés par les tirs d'artillerie des bastions et les tirs de mousquet des colonnes qui avançaient. Francisco Antunes a été séparé du reste de ses hommes. Lorsqu'il tenta d'atteindre le bastion de la Conception, il rencontra le sergent-major qui se retirait du « Santo António ». Après avoir appris la perte des bastions, ils décidèrent de se replier sur la « Retraite ». Ils ont réussi à se frayer un chemin à travers plusieurs escadrons ennemis et avec 15 soldats portugais se sont rendus à la retraite. De là, ils sont descendus sur la côte rocheuse pour s'échapper, mais ont été capturés par les troupes hollandaises.

### La reddition
Après avoir sécurisé la cour de l'église de Misericórdia, les troupes néerlandaises dirigées par le capitaine-major Adrian Cornelio ont attaqué Saint-Domingue, qui était détenue par les troupes portugaises et cafres qui se sont retirées du mur. Ils étaient dirigés par le Dissawe de Four Korale. Après avoir monté une brève résistance, ils abandonnèrent l'église et se retirèrent dans la retraite. Plus tard, ils (au total 60 hommes) se sont rendus aux Hollandais, réalisant la futilité d'un bain de sang inutile.
Entre-temps, des bandes de troupes hollandaises ont envahi la ville, éliminant tous les Portugais retrouvés armés. Malgré le retrait de l'ordre de ne pas faire de quartier, les Portugais ont accusé les Néerlandais d'avoir tué de sang-froid des Portugais et même des malades, qui étaient sur des lits. À ce moment-là, les unités de Kandyens étaient arrivées et eux aussi ont rejoint le combat. Ils ont investi les environs et ont réussi à capturer de nombreux Lascarins et Portugais qui fuyaient le côté mer du fort. Certains ont rejoint le combat dans la ville et les Portugais ont affirmé plus tard que les troupes de Kandy avaient même pas épargner les « innocents ». Plusieurs dames portugaises notables étaient parmi les morts. D. Tomázia Coutinho et Joana do Couto seraient mortes de chagrin tandis que d'autres se sont suicidées. L'auteur portugais Fernão de Queiroz a écrit : «... tant de femmes à la vue de leurs maris, fils, frères et parents, tués dans ces rues, ou d'autres qui ont donné leur âme à Dieu et ont été tués sous leurs propres yeux, ce qui a fait que certains ont offert leur propre gorge, soit pour les délivrer, soit pour échapper aux affronts qu'ils ont déjà vécu et redouté ? »
Après avoir sécurisé Saint-Domingue, les Néerlandais ont envoyé un détachement pour attaquer les forces portugaises qui défendaient encore la pointe sud du fort. Ces troupes portugaises commandées par le capitaine Vicente Mendes se sont réfugiées dans le bastion de Santa Cruz. Puisqu'ils étaient pressés sur les deux fronts et qu'ils manquaient de canons pour défendre le bastion, ils se rendirent eux aussi marquant la fin de la bataille pour la ville. Vers 10h00 du matin le 13 mars 1640, les troupes hollandaises éliminèrent toute résistance et capturèrent le Santa Cruz de Gale.

## Les pertes
« Les rues étaient jonchées de Portugais et de Hollandais morts, certains brûlés à mort par le feu, d'autres mis en pièces par un coup de feu, et d'autres criblés de balles ; et les Cafres ont dû passer trois jours à les enterrer, 10 ou 12 dans chaque fosse. » Les Portugais ont perdu près d'une centaine d'hommes dont neuf capitaines et 24 casados. Sept cents hommes, femmes, enfants et esclaves portugais ont été faits prisonniers.1500 au total ont été remis au roi de Kandy. Les Cafres capturés et les mousquetaires canariens ont été employés par les Néerlandais pour augmenter leur nombre.
Les chiffres des victimes néerlandaises sont contestés. Les Néerlandais ont officiellement confirmé 100 morts Hollandais et 400 autres blessés. Les chiffres des pertes des troupes badanaises et malaises n'ont pas été donnés. D'autre part, les Portugais ont estimé qu'il y avait eu 450 morts (dont 15 capitaines) et 500 blessés Hollandais avec 700 pertes de troupes bandanaises et malaises dans la seule bataille pour les remparts. Indépendamment des chiffres différents, le niveau des pertes Néerlandaises a été jugé plus élevé que prévu par les troupes néerlandaises, ce qui a donné lieu au proverbe « De l'or à Malacca et du plomb à Galle ».
Il y avait quelques femmes métisses singhalaises célibataires et un grand nombre de veuves dans le fort et les commandants hollandais ont donné la permission aux soldats de les épouser « pour éviter tout désagrément futur ». Les Hollandais envoyèrent tous les prisonniers portugais avec 19 personnalités religieuses dont le P. Luís Pinto, supérieur de la Compagnie de Jésus, à Batavia, Malacca et Achem. Parmi eux se trouvait le capitaine du fort, Lourenço Ferreira de Brito, qui était toujours dans un état critique mais vivant grâce aux soins particuliers que lui avaient prodigués les Hollandais.

## Conséquences
Les deux généraux arrivèrent finalement le 12 avril 1640 et furent accueillis par les Portugais soulagés, inquiets de leur retard. Ils s'étaient heurtés à une tempête et avaient décidé de se reposer et de se remettre en état à Mannar. Le gouverneur António Mascarenhas était tellement furieux de leur décision de retarder qu'il les a sommés de fournir des explications sur leurs actions. Colombo a rapidement reçu des renforts supplémentaires du Bengale, Tranquebar, et Negapatam. Avec ces renforts, ils réussirent à reprendre Negombo le 8 novembre 1640. En représailles aux actions des Hollandais à Galle, les Portugais étaient déterminés à ne pas faire quartier aux défenseurs mais les vétérans réussirent à convaincre leurs commandants d'accepter la reddition.
Fiscal Gerard Herbers a annoncé la nouvelle de la conquête de Batavia par les navires Utrecht et Middelburg et la victoire a été célébrée le 29 avril 1640 avec un service d'action de grâce et un démonstration militaire. Au cours des années suivantes, les Portugais ont harcelé Galle Korale mais n'ont pas réussi à reprendre le fort. Une fois, ils ont essayé de soudoyer le commandant néerlandais pour qu'il rende le fort, mais cela s'est avéré infructueux. Plus tard, après la perte de Colombo en 1656 et de Jaffna en 1658, la domination coloniale portugaise au Sri Lanka a pris fin.

### Allégations d'empoisonnement et de mauvais traitements de prisonniers
Sur les 700 prisonniers portugais capturés, beaucoup succombèrent pendant le voyage vers Batavia et Malacca. Sur un seul navire, il y a eu 180 morts, tandis que sur un navire appelé Traver, il y a eu 63 morts. D'un autre navire, qui transportait des blessés Portugais, seuls trois ont survécu au voyage. Le grand nombre de décès a été attribué à une variété de facteurs, y compris les blessures subies pendant la bataille, la maladie et le traumatisme de la navigation de port à port depuis Galle à Batavia. De plus, les Portugais accusent les Hollandais d'empoisonner certains prisonniers en mélangeant leur riz avec du chunambo ou la chaux de la coquille de l'huître perlière. Cependant, l'historien Paul E. Peiris a rejeté cette affirmation comme une « obsession portugaise de voir du poison dans toute mort regrettable ».
Selon Queiroz, même après avoir atteint Batavia et Malacca, les prisonniers ont continué à être soumis à des mauvais traitements. Il a accusé les Néerlandais de violer les normes contemporaines en emprisonnant les Portugais avec les Javanais natifs, en les enchaînant et en les forçant à effectuer des travaux pénibles, refusant le privilège de la rançon, interdisant les icônes catholiques, forçant les orphelins et les veuves à fréquenter les églises néerlandaises (kirks), et ne fournissant pas de nourriture, de vêtements, d'abri et de soins médicaux adéquats. Il décrit de manière vivante les difficultés vécues par les femmes et les enfants.
«... Vêtus de vêtements pauvres, marchant pieds nus dans les rues et jetés parmi les esclaves dans de pauvres huttes, ils étaient mis aux enchères jour après jour, étant souvent sommés de se rassembler, à un moment donné pour être comptés, tantôt pour recevoir une natte, encore pour recevoir une assiette ou une écuelle et quelquefois un linge des plus misérables esclaves, sans autre vêtement pour se couvrir. Pour la mesure de riz, misérable et pourri et le bazaruco pour le curry, ces dames qui avaient été riches devaient même aller chez celui qui le distribuait, et supporter des paroles injurieuses et pas mal de coups. Faute de médicaments et d'allaitement, pas une seule enceinte ne s'est échappée, et le même sort est arrivé à presque tous les enfants, et les personnes du sexe faible et de l'élevage délicat sont mortes sans aucune blessure. »
Au cours de la seule première année, 25 femmes, 35 enfants, cinq capitaines et 95 soldats sont morts en captivité. Grâce aux efforts continus du P. Luís Pinto, le capitaine Lourenço Ferreira de Brito et d'autres, les conditions se sont légèrement améliorées et après neuf mois, les Néerlandais ont accepté de libérer les civils en échange d'une rançon. Cependant, les Néerlandais ont refusé de libérer les soldats même après que la rançon ait été offerte. Queiroz a affirmé que les officiers hollandais de Zélande étaient les plus envieux des Portugais, mais après toutes les accusations, il a également déclaré que «... même parmi eux, il y a des hommes d'honneur et de bonne nature».

### Conséquences politiques et militaires

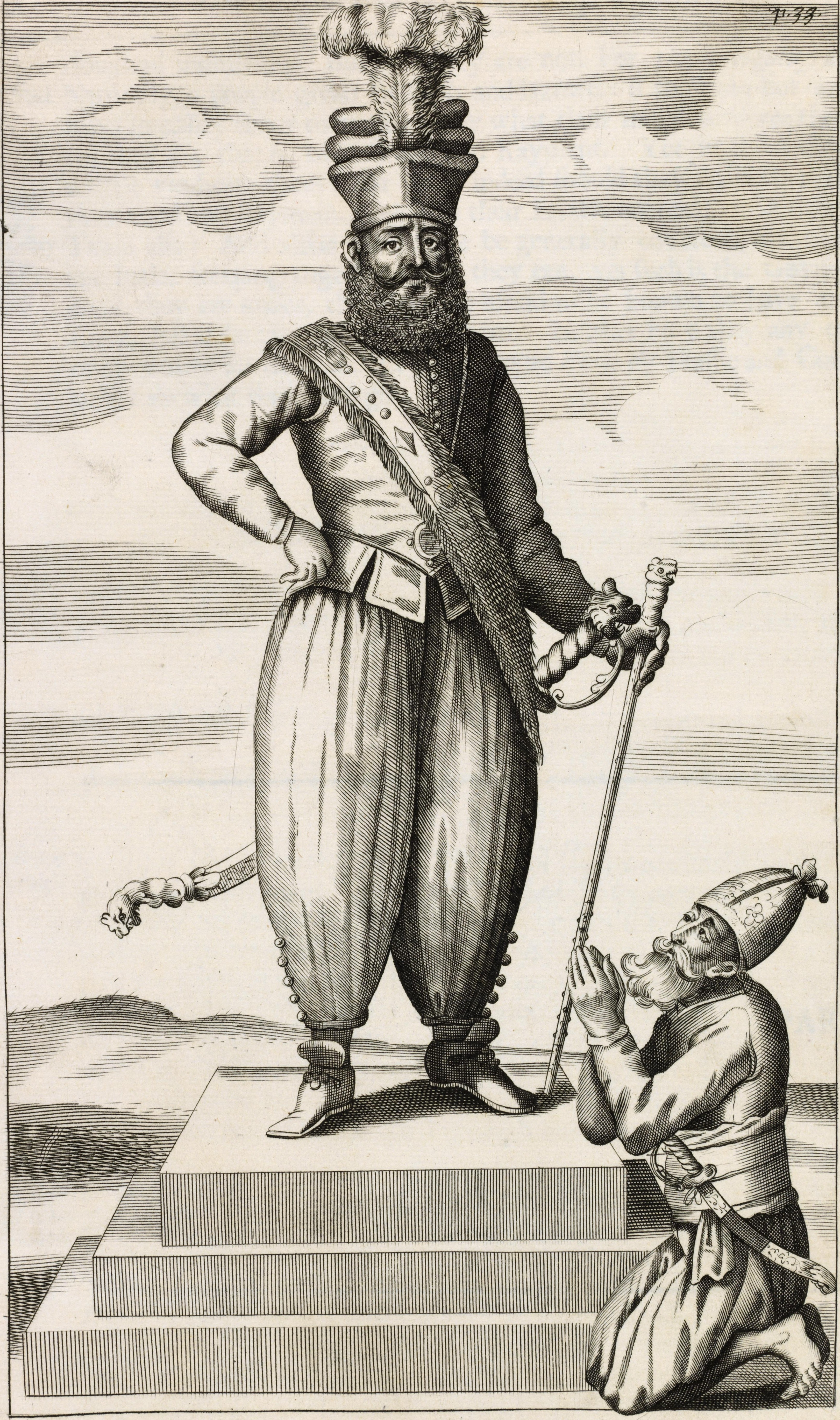
Rajasingha II, de Robert Knox's Une relation historique de l'île de Ceylan.

Après la bataille, les Néerlandais ont obtenu 22 000 balles de cannelle et une quantité considérable de noix d'arec. Ceux-ci ont été partagés avec le roi de Kandyen mais le roi Rajasinghe II était convaincu que les officiers néerlandais, lors du partage du butin, l'avaient trompé. Il s'est également plaint que la décision de Costers d'attaquer le fort avant l'heure convenue avait été faite pour empêcher ses hommes de prendre part à l'assaut. Pendant ce temps, la poursuite de l'occupation néerlandaise des forts capturés, au lieu de les remettre aux Kandyens, a encore tendu leurs relations. Dans le traité, un article stipulait que « tous les forts capturés aux Portugais devaient être mis en garnison par les Hollandais, si le roi le désirait... » Cette importante clause conditionnelle n'apparaissait que dans la copie du roi Kandyen et il a été délibérément retiré de la copie hollandaise,. Cela a presque conduit à la fin de l'alliance, mais les deux parties ont poursuivi leur relation difficile jusqu'en 1656. En 1658, les Néerlandais occupaient toujours les forts côtiers de l'est tandis que les Kandyens avaient capturé les principautés de Kotte, qui comprenait Sept Korale, Trois Korale, Quatre Korale, Bulagama et Sabaragamuwa, augmentant ainsi leur territoire.
Galle était l'acquisition la plus grande et la plus importante faite par les Néerlandais jusqu'à ce moment. Elle leur a également fourni un grand port, qui a ensuite été utilisé comme base navale pratique pour bloquer Goa et attaquer les bastions portugais dans le sud de l'Inde. Pour ces raisons et la valeur stratégique de l'emplacement, les Néerlandais font de Galle leur quartier général à Ceylan jusqu'à la prise de Colombo en 1656 et en 1667 ils remplaçaient les anciens bastions portugais par de nouveaux.

## Conceptions populaires

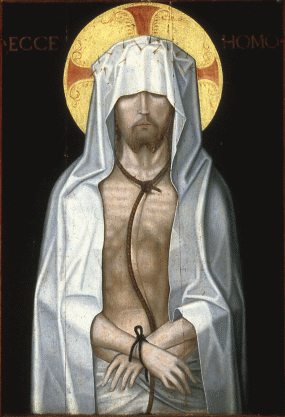
Peinture portugaise du XVe siècle représentant l'Ecce Homo.

Quelque temps avant le siège, un personnage avait été vu dans les rues de Galle criant « Malheur à toi O Gale ». L'écrivain portugais Queiroz le considérait comme un divin avertissement aux citoyens de Galle.
Le jour de la prise du fort de Galle, Pedro de Basto, un prêtre jésuite de Kochi, a eu une vision de Jésus-Christ comme Ecce Homo que Queiroz croit lié à l'issue de la bataille. Il écrivait : « Quiconque considère bien tout le sang qui y a été versé [Galle], le fléau de l'État de Ceylan et de l'honneur portugais sur ce terrain et dans cette place, et combien notre réputation a été exposée à la honte à l'est, voyant le sceptre et la couronne de Ceylan tournés en moquerie du destin, et en disgrâce de la foi parmi les hérétiques et les infidèles qui ne le savent pas, trouveront que ce malheur ne peut être représenté par une figure meilleure ou plus appropriée qu'un Ecce Homo... ». Il ajoute en outre «... Les blessures infligées à Ses sentiments [Dieu] n'étaient rien de moins que les fléaux de notre punition, car comme Il ne peut pas faillir en Lui-même, Il sentait compassion pour ce que sa justice a puni, et plus justement il nous a affligés, plus grand était le chagrin qu'il se représentait comme la souffrance ».
António Jorge, le capitaine portugais responsable de la porte par laquelle les infiltrés hollandais ont eu accès au fort pendant le siège de Negombo, a ensuite été traduit en cour martiale malgré le fait qu'il croyait qu'elle avait été fermée par son officier subordonné. Il a été déchu de son grade et condamné à « courir le gant ». Par la suite, il se comporta comme un homme hébété, mal vêtu, sans bras, sans chapeau et ne parlant à personne. Il a accompagné Mendonça à Galle avec la force de secours. Cependant, lors de la bataille du bazar, juste avant que les Portugais ne chargent les troupes néerlandaises réformatrices dans une palmeraie, il a été vu dans une tenue splendide comme son ancien moi, ce qui a fait s'exclamer un autre capitaine « Ah ! Maître António Jorge : Qu'est-ce que c'est ? Un vous êtes un très bon gentilhomme ! ». Il a répondu : « António Jorge vit déshonoré dans le monde. Il doit soit mourir avec honneur, soit récupérer la perte ». Il fut parmi les premiers à charger la position hollandaise et fut tué au cours de l'action,.